# Morpho (género)
Morpho é um gênero de borboletas predominantemente azuis, classificadas na família Nymphalidae, que vivem nas florestas tropicais da América central e da América do Sul: Brasil, Costa Rica, Guiana e Venezuela mas também no México. A aparência distinta das borboletas torna-as, em certa parte, facilmente reconhecíveis devido ao conspícuo e iridescente azul-metálico originado não por pigmentação mas sim pela reflexão da luz de um modo particular visto em várias espécies. As borboletas morpha podem ir de uma envergadura de pouco mais de 7 cm até a uns impressionantes 20 cm.

## Lista de espécies
Subgénero Iphimedeia
- Morpho hercules (Dalman, 1823)
- Morpho amphitryon Staudinger, 1887
- Morpho hecuba (Linnaeus, 1771)
- Morpho phanodemus Hew.
- Morpho cisseis C. & R. Felder, 1860
- Morpho werneri Hopffer
- Morpho richardus Fruhstorfer
- Morpho telemachus (Linnaeus, 1758)
- Morpho theseus C. & R. Felder, 1862
- Morpho justitiae Godman

Subgénero Iphixibia Le Moult & Réal 1962
- Morpho anaxibia (Esper, 1777)

Subgénero Cytheritis Le Moult & Réal 1962
- Morpho sulkowskyi (Esper, 1777)
- Morpho lympharis Butler
- Morpho ockendeni Rothschild
- Morpho stoffeli Le Moult & Real
- Morpho eros Staudinger
- Morpho nymphalis Le Moult & Real
- Morpho rhodopteron Godman & Salvin
- Morpho schultzei Le Moult & Real
- Morpho portis Godman & Salvin
- Morpho thamyris Felder
- Morpho zephyritis Felder
- Morpho aega Hübner, 1822
- Morpho adonis (Cramer, 1775)
- Morpho uraneis Bates
- Morpho marcus Schaller
- Morpho eugenia Deyrolle, 1860

Subgénero Balakowskiana
- Morpho aurora Westwood, 1847

Subgénero Cypritis Le Moult & Réal 1962
- Morpho cypris Westwood, 1851
- Morpho aphrodite Le Moult & Real
- Morpho rhetenor (Cramer, 1775)
- Morpho cacica Staudinger
- Morpho diana Dixey
- Morpho helena Staudinger

Subgénero Pessonia Le Moult & Réal 1962
- Morpho polyphemus Dixey
- Morpho luna Butler
- Morpho catenarius Perry, 1811
- Morpho laertes (Drury, 1770)
- Morpho titei (Drury, 1770)

Subgénero Grasseia Le Moult & Réal 1962
- Morpho amathonte Deyrolle, 1860
- Morpho centralis Staudinger
- Morpho menelaus (Linnaeus, 1758)
- Morpho occidentalis Felderman
- Morpho mattogrossensis Talbot
- Morpho nestira Hübner
- Morpho melacheilus Staudinger
- Morpho didius Hopffer, 1874
- Morpho godarti Güérin de Ménéville, 1829

Subgénero Morpho Fabricius, 1807
- Morpho deidamia Hübner, 1816
- Morpho neopltolemus Wood
- Morpho electra Röber
- Morpho hermione Röber
- Morpho briseis Felder
- Morpho granadensis Felder
- Morpho lycanor Fruhstorfer
- Morpho rugitaeniata Fruhstorfer
- Morpho micropthalmus Fruhstorfer
- Morpho taboga Le Moult & Real
- Morpho peleides Kollar, 1850
- Morpho montezuma Guen.
- Morpho hyacinthus Butler
- Morpho marinita  Butler
- Morpho octavia Bates
- Morpho corydon Guen
- Morpho confusa Le Moult & Real
- Morpho peleus Röber
- Morpho tobagoensis Sheldon
- Morpho papallela Le Moult
- Morpho helenor (Cramer, 1776)
- Morpho papirius Hopffer
- Morpho achillaena Hübner, 1822
- Morpho coelestis Butler
- Morpho trojana Röber
- Morpho leontius Felder
- Morpho achilles (Linnaeus, 1758)
- Morpho patroclus Felder
- Morpho pseudagamedes Weber
- Morpho guaraunos Le Moult
- Morpho telamon Röber
- Morpho vitrea Butler

## Coloração
Muitas das borboletas morpho apresentam azuis e verdes de um brilhante tom metálico. Estas cores não se formam por pigmentação mas sim por iridescência através de coloração estrutural: as microscópicas escamas que compõem as suas asas reflectem repetidamente a luz incidente em várias camadas sucessivas, criando efeitos de interferência que dependem em ambos o comprimento de onda e ângulo de incidência/observação. Deste modo, as cores produzidas variam com o ponto de observação, contudo, são consideravelmente uniformes, talvez porque as suas escamas estão estruturadas como tetraedros, ou talvez devido a difracção nas camadas celulares inferiores. A estrutura lamelar das asas destas borboletas foi estudada como modelo para desenvolvimento de tecido bio-mimético, tintas sem corantes e tecnologia anti-falsificação para uso em notas.
As lamelas iridescentes estão presentes apenas na parte superior das asas, deixando a parte inferior predominantemente castanha. Essa mesma parte está decorada com regiões circulares maioritariamente escuras (estas sim pigmentadas como outras espécies da família) denominadas de ocelli.
Em alguns membros do género, como M. godarti, as lamelas dorsais são tão finas que os ocelli podem ser vistos através delas. Embora nem todas as borboletas morpho exibam cores iridescentes, todas elas têm ocelli. Na maioria das espécies apenas os machos são fortemente coloridos, o que corrobora a teoria que a coloração é usada para comunicação intra-sexual entre eles. As lamelas reflectem até 70% da luz incidente, incluindo UV. Pensa-se que os olhos destas borboletas possuem alta sensibilidade à luz ultravioleta e que deste modo os machos conseguem ver-se uns aos outros a longas distâncias. Algumas espécies sul-americanas foram reportadas como visíveis até extensões de um quilómetro.
Contudo, nem todos estes insectos são azuis, existem um número de outras espécies dotadas de laranjas-torrados, fulvos ou castanhos-escuros (M. hecuba, M. telemachus). Certas espécies são principalmente brancas, entre elas M. catenarius e M. laertes. Uma invulgar borboleta morpho que é fundamentalmente branca, mas que exibe um esplêndido purpura de pérola juntamente com um verde iridescente é a rara M. sulkowskyi. Algumas espécies dos Andes são pequenas e delicadas (M. lympharis). Entre as que possuem azuis metálicos, M. rhetenor destaca-se como a mais brilhante, com M. cypris relativamente semelhante. Esta última é notável pois os espécimenes que são montados em colecções exibem diferentes cores nas suas asas quando não são colocados numa posição completamente plana.

## Habitat
- Habitat: Amazónia e Mata Atlântica. Também adaptadas a uma larga variedade de florestas, por exemplo, as florestas caducas da Nicarágua.
- As morpho podem ser encontradas desde o nível do mar até cerca de 1 400m.

As morpho antigamente eram muito comuns nas cidades grandes (exemplo: Rio de Janeiro), porém elas eram mortas e as colocavam em uma bandeja (a borboleta azul de bandeja), por este motivo, hoje nas cidades grandes elas não existem, existem apenas em reservas naturais ou áreas bem arborizadas em cidades pequenas (como em MG, Caxambu, no Parque das Águas).

## Biologia geral
- São borboletas diurnas, os machos passam as manhãs em patrulha ao longo de cursos e rios. São territoriais e entrarão em perseguição de qualquer rival. Mas é comum estarem sós, exceto na época de acasalamento.

- Embora as morpho sejam comestíveis, algumas espécies (como M. amathonte) possuem destreza em voo: mesmo os predadores, aves, com maior eficácia na caça de borboletas têm dificuldades em apanha-las.[2] A conspícua coloração azul comum à maioria das espécies pode representar um caso de mimetismo Mülleriano,[3] ou talvez de aposematismo.[4]

- Os ocelli na parte inferior das asas de ambos os sexos podem ser uma forma de auto-mimetismo, onde as regiões circulares no corpo de um animal se assemelham a um olho de um outro para iludir um possível predador (ou até mesmo presa); para atrair a atenção de um predador para longe das áreas mais vulneráveis do corpo; ou para aparecer como um animal não comestível ou até mesmo perigoso.[5]

- Predadores destas borboletas incluem aves, rãs e lagartos.

## Ciclo de vida
As larvas eclodem de ovos parcialmente verdes. Estas podem ter, dependendo da espécie, corpos castanho-avermelhados com manchas ou marcas, na parte superior, de um verde vivo ou amarelo. As pequenas estruturas semelhantes a pêlos que possuem causam irritação na pele, e quando perturbadas libertam um forte odor proveniente de glândulas na tórax (possuindo contudo outras para outros efeitos). As lagartas, alimentando-se de diferentes plantas dependendo da espécie, tal como outras borboletas, passam por cinco estágios larvais, tornando-se de seguida uma crisálida: esta, de coloração predominantemente verde, emite um repulsivo som ultra-sónico quando perturbada, passando todo o seu tempo, até eclosão, pendurada de um ramo ou outra estrutura da planta. No total, o ciclo ronda os 115 dias, de ovo até adulto.

## Fotografia
Imagens de diferentes tipos de borboletas morpho.

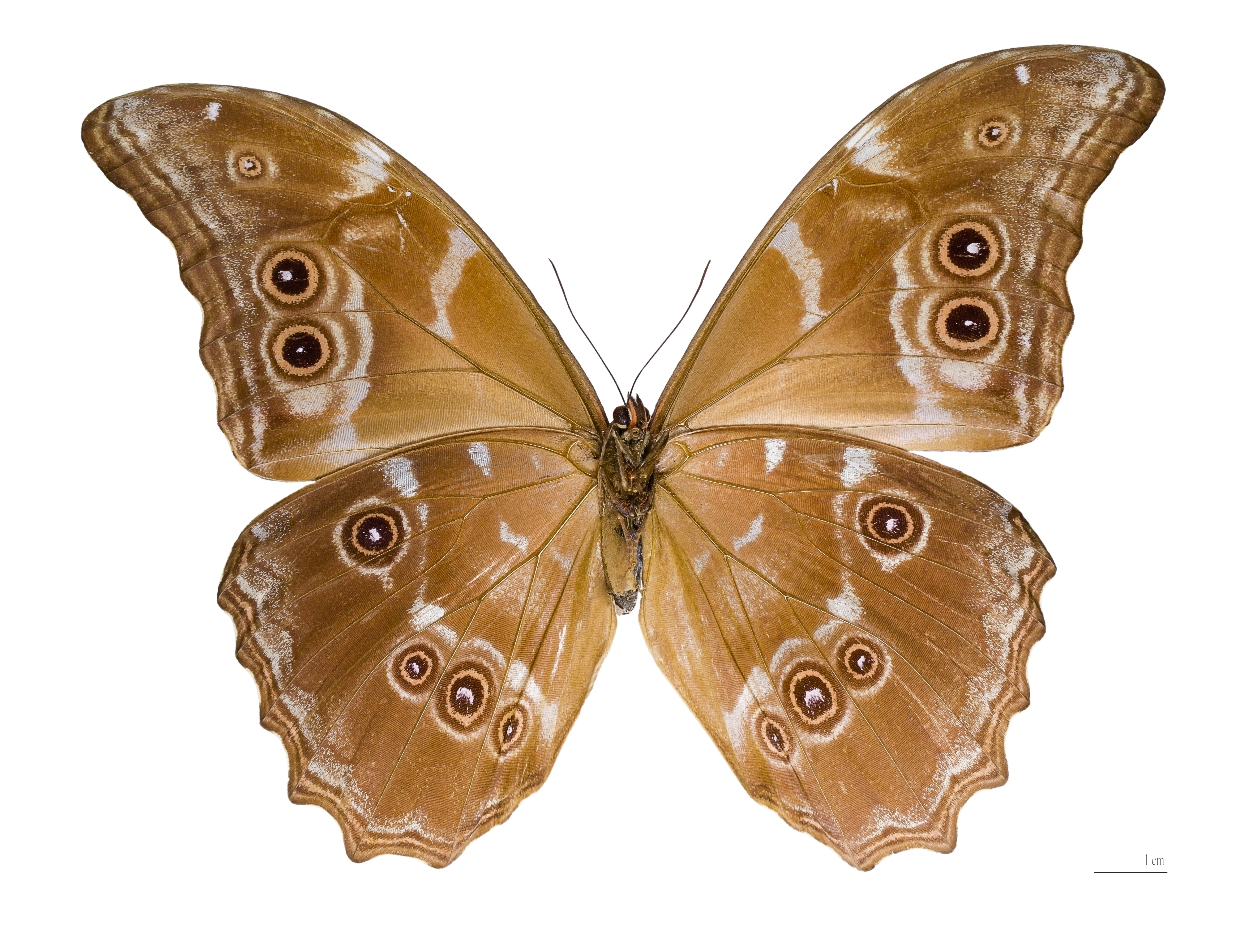
Morpho didius – Parte inferior - espécimen de museu. As aves investem ataques aos ocelli, não afectando o corpo da borboleta.
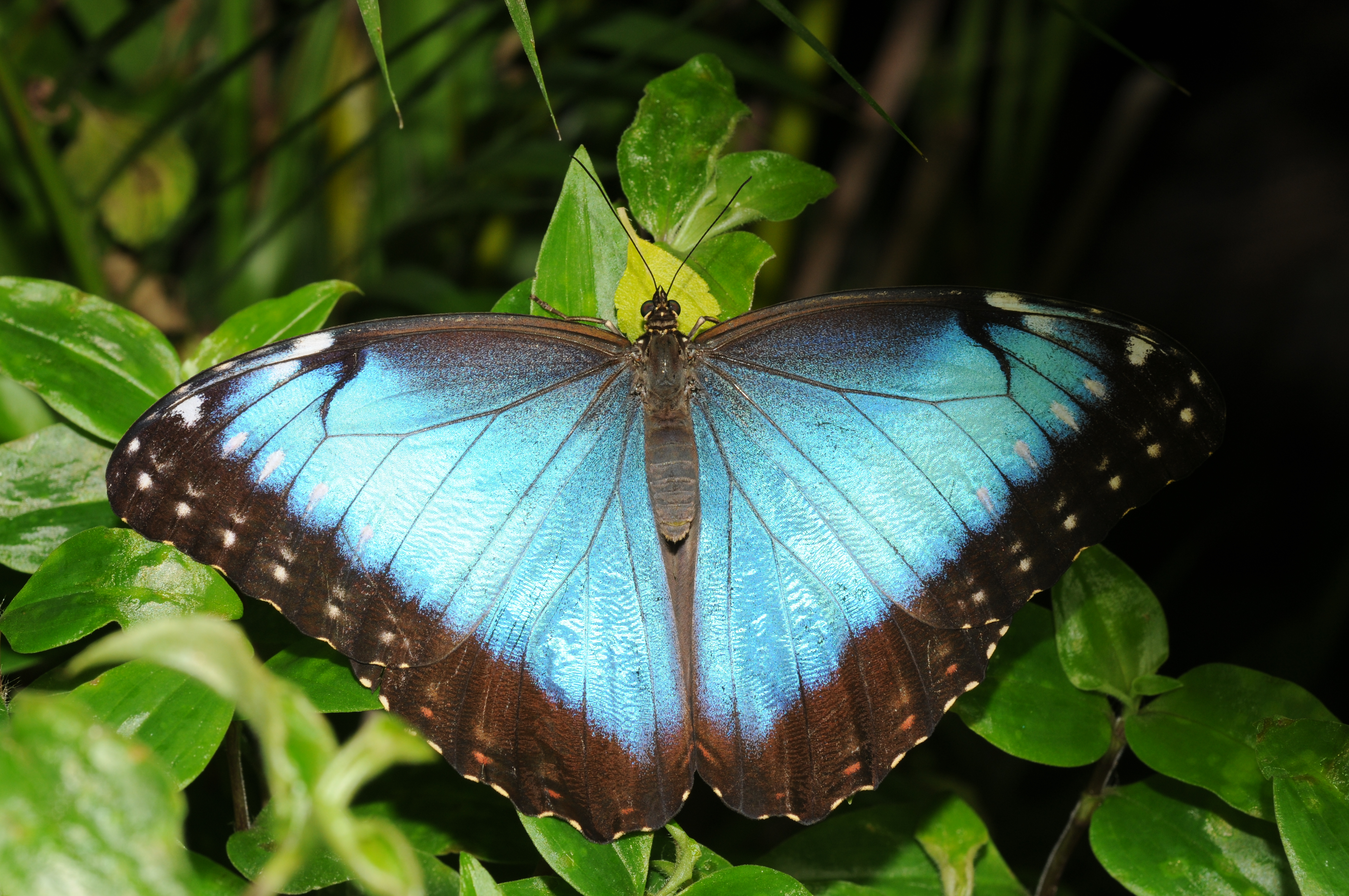
Morpho peleides Uma das mais comuns na América Central.
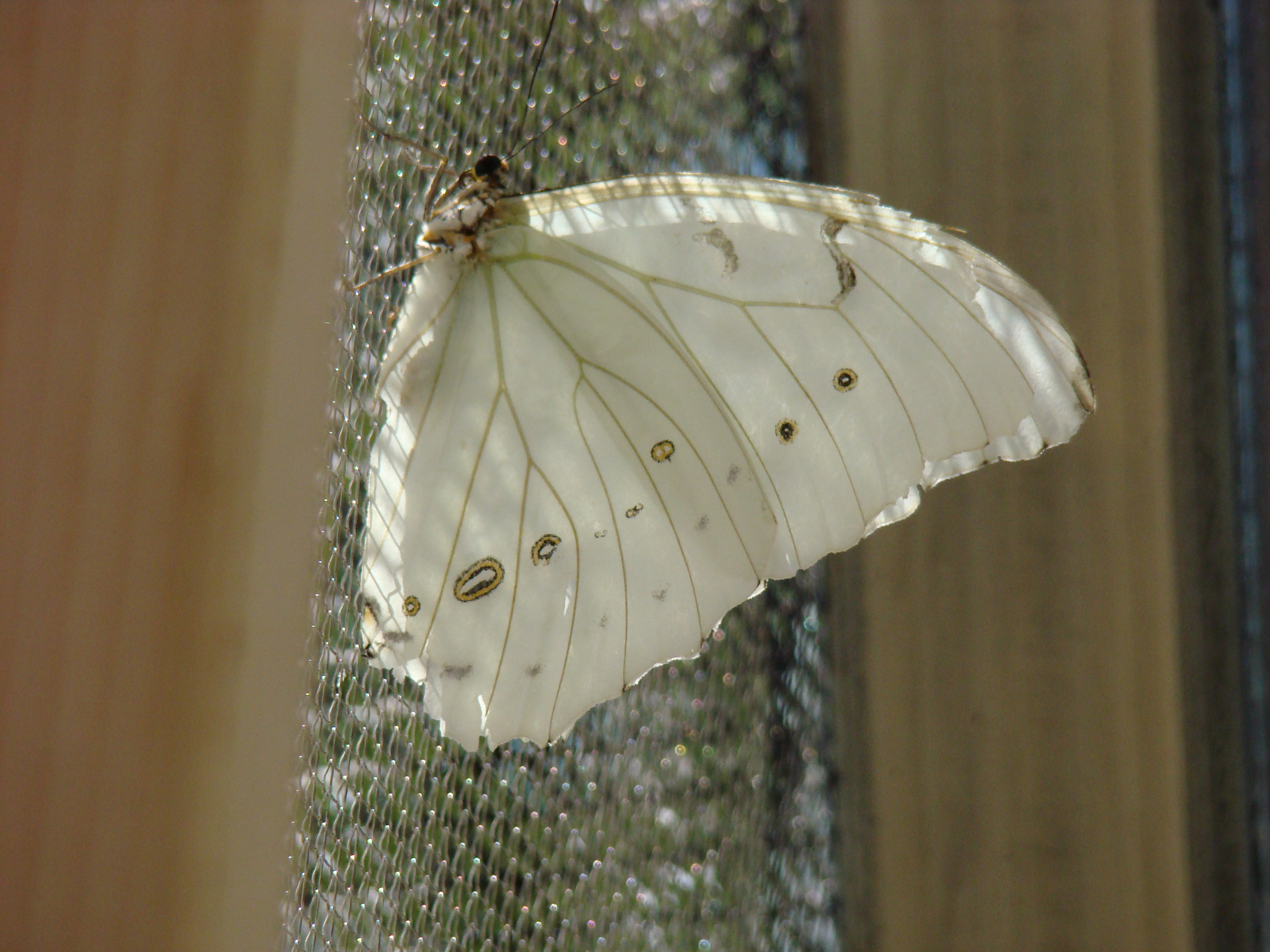
Morpho polyphemus Uma das borboletas morpho predominantemente brancas.
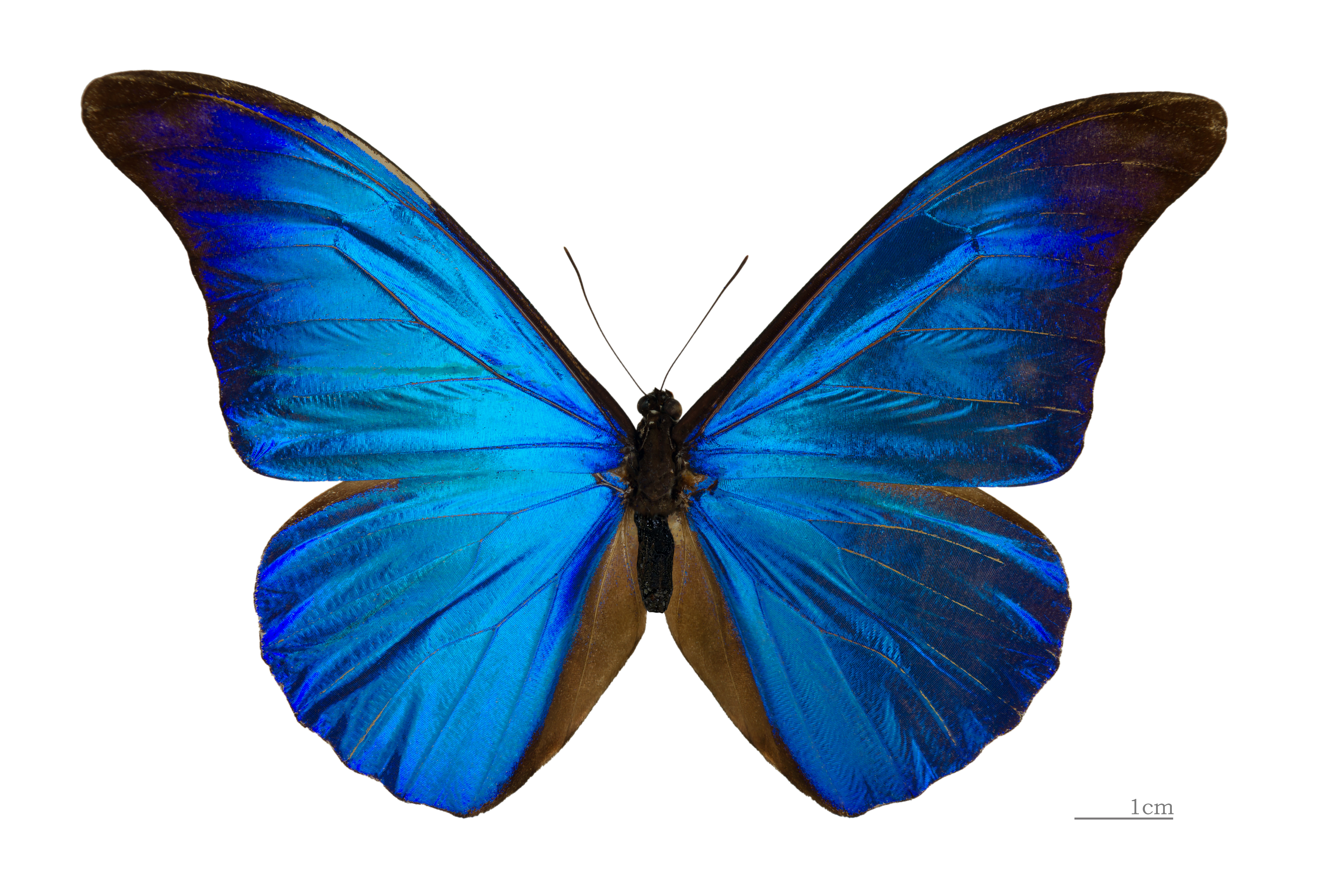
Morpho rhetenor – Espécimen de museu.
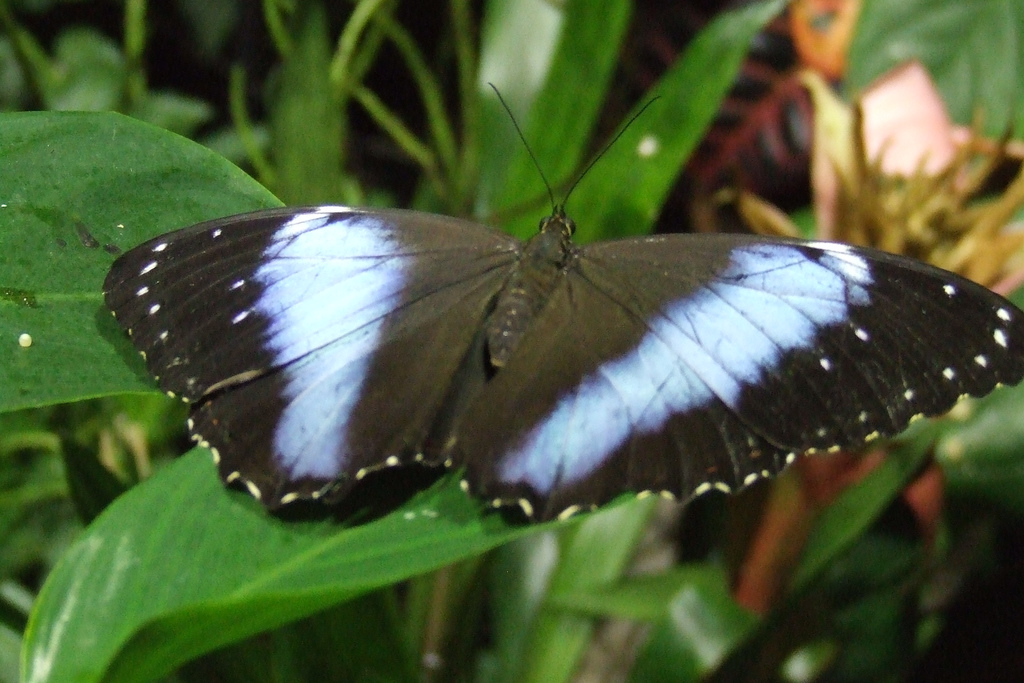
Morpho richardius Ao sol.
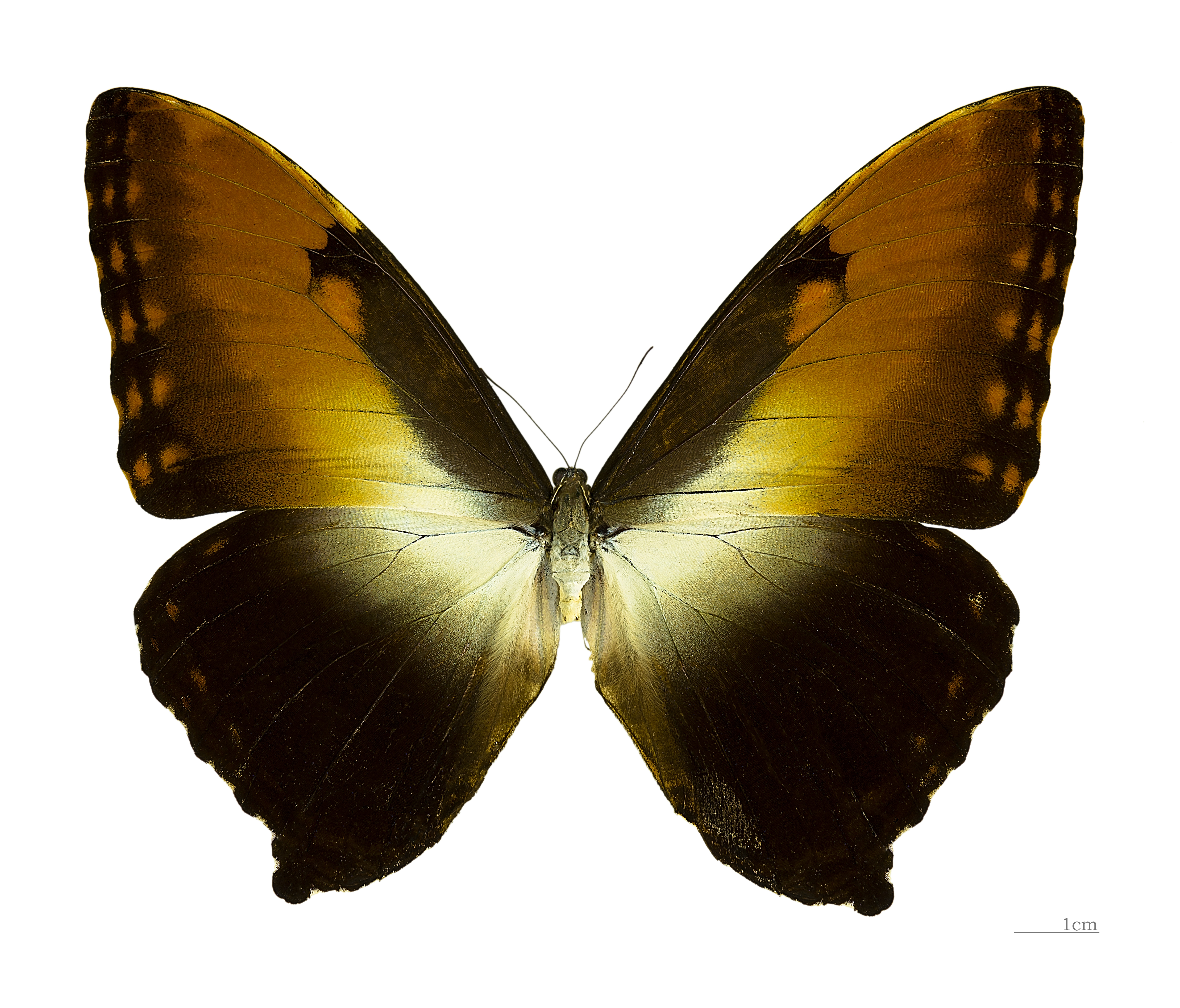
Morpho hecuba A maior das borboletas morpho, atinge 20cm de envergadura.
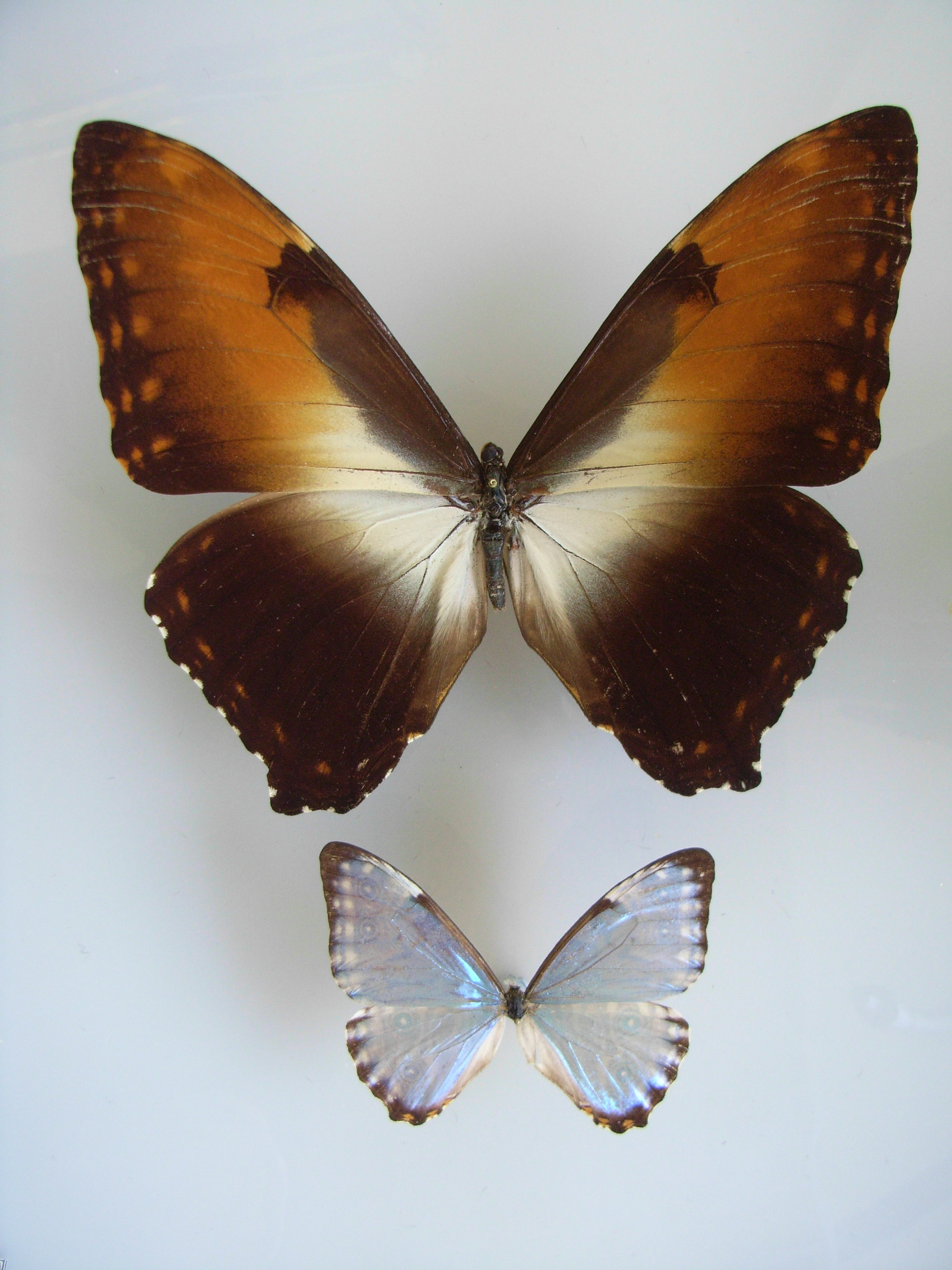
Morpho hecuba comparada com Morpho thamyris (Morpho portis)

## Livros
- Blandin, P. 2007. The Systematics of the Genus Morpho, Lepidoptera Nymphalidae. Hillside Books, Canterbury.
- Blandin, P. 1988. The genus Morpho, Lepidoptera Nymphalidae. Part 1. The subgenera Iphimedeia and Schwartzia. Sciences Nat, Venette.
- Blandin, P. 1993. The genus Morpho, Lepidoptera Nymphalidae. Part 2. The subgenera Iphixibia, Cytheritis, Balachowskyna, and Cypritis.  Sciences Nat, Venette.
- Blandin, P. 2007. The genus Morpho, Lepidoptera Nymphalidae. Part 3. The Subgenera Pessonia, Grasseia and Morpho and Addenda to Parts 1 & 2. Hillside Books, Canterbury.